# 1840 en Belgique
Chronologie de la Belgique
- 1836
- 1837
- 1838
- 1839
- 1840
- 1841
- 1842
- 1843
- 1844

Cette page recense des événements qui se sont produits durant l'année 1840 en Belgique.

## Chronologie
- 18 avril : formation du gouvernement Lebeau II
- 18 mai : mise en service de la ligne de chemin de fer entre Bruxelles-Midi et Tubize.
- 30 mai : des pétitions demandant le rétablissement de la langue flamande dans certaines provinces pour les affaires communales et provinciales (13000 signatures) sont prises en considération à la Chambre;
- 12 octobre : Installation des Frères des écoles Chrétiennes à la Ville-Basse de Charleroi et fondation de l'Institut Saint-Joseph de Charleroi.

## Naissances
- 3 janvier : Père Damien, missionnaire, saint catholique.
- 7 janvier : Eugène Dumont de Chassart, homme politique.
- 23 janvier : Xavier Neujean, homme politique († 26 janvier 1914).
- 2 mars : François Vaxelaire, entrepreneur.
- 15 mars : Charles de Hemricourt de Grunne, homme politique, diplomate.
- 11 avril : Paul Janson, homme politique.
- 26 avril : Alexandre Cousebandt d'Alkemade, militaire et homme politique belge († 2 novembre 1922).
- 19 mai : Adhémar de Steenhault de Waerbeeck, homme politique.
- 7 juin : Charlotte de Belgique, impératrice consort du Mexique.
- 11 juin : Henri de Braekeleer, artiste peintre.
- 25 novembre : Hugo Verriest, prêtre, écrivain de langue néerlandaise.
- 15 décembre : Émile de Neve de Roden, homme politique.

## Décès
- 17 mai : Charles Surmont de Volsberghe, juriste, homme politique.